# Athens, Texas
Athens är en ort i den amerikanska delstaten Texas med en yta av 43,9 km² och en folkmängd som uppgår till 12 710 invånare (2010). Athens är administrativ huvudort i Henderson County. Countyt grundades år 1846 med Buffalo som första huvudort och 1848 flyttades huvudorten till Centerville. Athens grundades år 1850 och har varit countyts administrativa huvudort sedan dess. Orten kallas "Black-Eyed Pea Capital of the World". Hamburgaren uppfanns inte i Athens i Texas men den blev världskänd i samband med världsutställningen 1904. Enligt Athensborna var det Fletcher Davis recept från Athens som blev framgångsrik just år 1904 och därför har Texas lagstiftande församling år 2006 stiftat en lag som ger Athens smeknamnet "Original Home of the  Hamburger".